# Timonius tomentosus
Timonius tomentosus là một loài thực vật có hoa trong họ Thiến thảo. Loài này được (Valeton) S.P.Darwin miêu tả khoa học đầu tiên năm 1993.